# فهرست شهرهای استان گلستان
جمعیت شهرهای استان گلستان بر پایهٔ سرشماری سال‌های ۱۳۹۰ و ۱۳۹۵ خورشیدی:
| ردیف | نام شهر      | شهرستان    | جمعیت ۱۳۹۰ | جمعیت ۱۳۹۵ | رتبه در شهرستان |
| ---- | ------------ | ---------- | ---------- | ---------- | --------------- |
| ۱    | گرگان        | گرگان      | ۳۲۹۵۳۶     | ۳۵۰٬۶۷۶    | ۱               |
| ۲    | گنبد کاووس   | گنبد کاووس | ۱۴۴۵۴۶     | ۱۵۱٬۹۱۰    | ۱               |
| ۳    | بندر ترکمن   | ترکمن      | ۴۸۷۳۶      | ۵۳٬۹۷۰     | ۱               |
| ۴    | علی‌آباد کتول | علی‌آباد    | ۴۹۸۰۴      | ۵۲٬۸۳۸     | ۱               |
| ۵    | آزادشهر      | آزادشهر    | ۳۹۴۸۴      | ۴۳٬۷۶۰     | ۱               |
| ۶    | کردکوی       | کردکوی     | ۳۸۲۴۶      | ۳۹٬۸۸۱     | ۱               |
| ۷    | کلاله        | کلاله      | ۲۷۹۵۱      | ۳۶٬۱۷۶     | ۱               |
| ۸    | آق‌قلا        | آق‌قلا      | ۳۱۶۲۶      | ۳۵٬۱۱۶     | ۱               |
| ۹    | مینودشت      | مینودشت    | ۲۸۴۷۸      | ۳۰٬۰۸۵     | ۱               |
| ۱۰   | گالیکش       | گالیکش     | ۲۰۸۳۱      | ۲۳٬۳۹۴     | ۱               |
| ۱۱   | بندر گز      | بندر گز    | ۱۸۷۳۴      | ۲۰٬۷۴۲     | ۱               |
| ۱۲   | فاضل‌آباد     | علی‌آباد    | ۱۴۵۴۸      | ۱۹٬۴۶۱     | ۲               |
| ۱۳   | گمیشان       | گمیشان     | ۱۷۶۴۸      | ۱۹٬۱۹۱     | ۱               |
| ۱۴   | سیمین‌شهر     | گمیشان     | ۱۵۵۳۹      | ۱۷٬۲۰۵     | ۲               |
| ۱۵   | رامیان       | رامیان     | ۱۲۲۶۳      | ۱۲٬۴۲۶     | ۱               |
| ۱۶   | خان‌ببین      | رامیان     | ۱۱۰۰۷      | ۱۰٬۸۷۸     | ۲               |
| ۱۷   | مراوه        | مراوه‌تپه   | ۷۹۰۶       | ۸٬۶۷۱      | ۱               |
| ۱۸   | دلند         | رامیان     | ۷۹۹۲       | ۸٬۱۸۴      | ۳               |
| ۱۹   | نگین‌شهر      | آزادشهر    | ۷۸۵۸       | ۸٬۱۳۸      | ۲               |
| ۲۰   | جلین         | گرگان      | ۷۶۸۸       | ۹٬۵۸۹      | ۲               |
| ۲۱   | سرخنکلاته    | گرگان      | ۷۷۵۳       | ۷،۸۷۹      | ۳               |
| ۲۲   | انبارآلوم    | آق‌قلا      | ۶۵۴۰       | ۷٬۰۰۳      | ۲               |
| ۲۳   | نوکنده       | بندر گز    | ۷۱۵۵       | ۶٬۶۵۰      | ۲               |
| ۲۴   | فراغی        | کلاله      | -          | ۵٬۷۷۷      | ۲               |
| ۲۵   | تاتار علیا   | رامیان     | -          | ۴٬۷۸۲      | ۴               |
| ۲۶   | سنگدوین      | علی‌آباد    | -          | ۴٬۲۰۳      | ۳               |
| ۲۷   | مزرعه        | علی‌آباد    | -          | ۴٬۰۰۹      | ۴               |
| ۲۸   | نوده خاندوز  | آزادشهر    | ۳۰۳۲       | ۲٬۹۸۹      | ۳               |
| ۲۹   | اینچه‌برون    | گنبد کاووس | ۲۲۸۱       | ۲٬۴۹۴      | ۲               |
| ۳۰   | قرق          | گرگان      |            | ۶٬۶۵۱      | ۴               |
| ۳۱   | گلیداغ       | مراوه‌تپه   |            | ۲،۰۱۹      | ۲               |
| ۳۲   | دوزین        | مینودشت    |            | ۴٬۹۷۱      | ۲               |
| ۳۳   | صادق‌آباد     | گالیکش     |            | ۱٬۶۱۷      | ۲               |
| ۳۴   | کرند         | گنبد کاووس |            | ۵,۶۶۱      | ۳               |